# Prymusowa Wola (gromada)
Prymusowa Wola – dawna gromada, czyli najmniejsza jednostka podziału terytorialnego Polskiej Rzeczypospolitej Ludowej w latach 1954–1972.
Gromady, z gromadzkimi radami narodowymi (GRN) jako organami władzy najniższego stopnia na wsi, funkcjonowały od reformy reorganizującej administrację wiejską przeprowadzonej jesienią 1954 do momentu ich zniesienia z dniem 1 stycznia 1973, tym samym wypierając organizację gminną w latach 1954–1972.
Gromadę Prymusowa Wola z siedzibą GRN w Prymusowej Woli utworzono – jako jedną z 8759 gromad na obszarze Polski – w powiecie opoczyńskim w woj. kieleckim, na mocy uchwały nr 13g/54 WRN w Kielcach z dnia 29 września 1954. W skład jednostki weszły obszary dotychczasowych gromad Prymusowa Wola, Grążowice, Józefów, Zachorzów wieś i Zachorzów kolonia ze zniesionej gminy Janków w tymże powiecie. Dla gromady ustalono 14 członków gromadzkiej rady narodowej.
31 grudnia 1959 do gromady Prymusowa Wola przyłączono wsie Dąbrowa i Janków, kolonie Psary, Huta i Prymusowa Wola A oraz osadę Bolesławów Jankowski ze zniesionej gromady Psary.
Gromadę zniesiono 1 stycznia 1969, a jej obszar włączono do gromady Sławno.